# Szabolcs-Szatmár-Bereg vármegyei 3. sz. országgyűlési egyéni választókerület
A Szabolcs-Szatmár-Bereg vármegyei 3. sz. országgyűlési egyéni választókerület egyike annak a 106 választókerületnek, amelyre a 2011. évi CCIII. törvény Magyarország területét felosztja, és amelyben a választópolgárok egy-egy országgyűlési képviselőt választhatnak. A választókerület nevének szabványos rövidítése: Szabolcs-Szatmár-Bereg 03. OEVK. Székhelye: Kisvárda

## Területe
A választókerület az alábbi településeket foglalja magába:
1. Ajak
2. Anarcs
3. Berkesz
4. Beszterec
5. Demecser
6. Dombrád
7. Döge
8. Fényeslitke
9. Gégény
10. Gemzse
11. Gyulaháza
12. Jéke
13. Kék
14. Kékcse
15. Kemecse
16. Kisvárda
17. Komoró
18. Lövőpetri
19. Mezőladány
20. Nagyhalász
21. Napkor
22. Nyírbogdány
23. Nyíribrony
24. Nyírlövő
25. Nyírpazony
26. Nyírtass
27. Nyírtét
28. Nyírtura
29. Pap
30. Pátroha
31. Ramocsaháza
32. Rétközberencs
33. Sényő
34. Szabolcsbáka
35. Szabolcsveresmart
36. Székely
37. Tiszakanyár
38. Tiszarád
39. Tiszatelek
40. Tornyospálca
41. Újdombrád
42. Újkenéz
43. Vasmegyer

## Országgyűlési képviselője
| Név                | Párt                                         | Párt        | Terminus | Megjegyzés                                   |
| ------------------ | -------------------------------------------- | ----------- | -------- | -------------------------------------------- |
| Dr. Seszták Miklós |                                              | Fidesz-KDNP | 2014 –   | A 2014-es országgyűlési választás eredménye: |
| Dr. Seszták Miklós | A 2018-as országgyűlési választás eredménye: | Fidesz-KDNP | 2014 –   |                                              |
| Dr. Seszták Miklós | A 2022-es országgyűlési választás eredménye: | Fidesz-KDNP | 2014 –   |                                              |

## Demográfiai profilja
| Iskolai végzettség                | Iskolai végzettség               | Iskolai végzettség | Iskolai végzettség | Iskolai végzettség |
| --------------------------------- | -------------------------------- | ------------------ | ------------------ | ------------------ |
|                                   |                                  |                    |                    | fő                 |
| Általános iskolát nem végezte el  | Általános iskolát nem végezte el |                    | 2469               | 2469               |
| Általános iskola                  | Általános iskola                 |                    | 20806              | 20806              |
| Szakmunkás                        | Szakmunkás                       |                    | 16688              | 16688              |
| Érettségi                         | Érettségi                        |                    | 23487              | 23487              |
| Diploma                           | Diploma                          |                    | 9607               | 9607               |
| A 2022. évi népszámlálás szerint. |                                  |                    |                    |                    |

A Szabolcs-Szatmár-Bereg vármegyei 3. sz. választókerület lakónépessége 2022. október 1-jén 91 182 fő volt. A 2011-es és a 2022-es népszámlálás között 6706 fővel csökkent a választókerület lakosság száma. A választókerületben a korösszetétel alapján a legtöbben a középkorúak élnek 32 087 fővel, míg a legkevesebben a gyermekek 15 660 fővel. A választókerület lakosságának a 81%-nál van internet elérési lehetőség.
A legmagasabb befejezett iskolai végzettség szerint az érettségi végzettséggel rendelkezők élnek a legtöbben 23 487 fő, utánuk a következő nagy csoport az általános iskolai végzettségűek 20 806 fővel.
Gazdasági aktivitás szerint a lakosság közel fele foglalkoztatott 40 986 fő, második legjelentősebb csoport az inaktív keresők, akik főleg nyugdíjasok 21 519 fővel.
A választókerület legjelentősebb nemzetiségi csoportja a cigány 2540 fő, illetve az ukrán 463 fő. Magyar állampolgársággal nem rendelkező külföldi állampolgárok aránya 0,6%.
Vallási összetétel szerint a választókerületben lakók legnagyobb vallása a református (25 478 fő), valamint jelentős közösség még a római katolikus (13 758 fő). A vallási közösséghez nem tartozók száma szintén jelentős (2712 fő), a választókerületben a harmadik legnagyobb csoport a reformátusok és a római katolikusok után.

## Országgyűlési választások

### 2014
A 2014-es országgyűlési választáson az alábbi jelöltek indultak:

### 2018
A 2018-as országgyűlési választáson az alábbi jelöltek indultak: